# Phineas White
Phineas White (* 30. Oktober 1770 in South Hadley, Hampshire County, Province of Massachusetts Bay; † 6. Juli 1847 in Putney, Vermont) war ein US-amerikanischer Politiker. Zwischen 1821 und 1823 vertrat er den Bundesstaat Vermont im US-Repräsentantenhaus.

## Werdegang
Phineas White besuchte bis 1797 das Dartmouth College in Hanover (New Hampshire). Nach einem Jurastudium und seiner im Jahr 1800 erfolgten Zulassung als Rechtsanwalt begann er in Pomfret (Vermont) in seinem neuen Beruf zu arbeiten. Zwischen 1800 und 1809 war er auch am Nachlassgericht im Windsor County angestellt. Von 1814 bis 1820 war White mehrfach Richter im Windham County. In den Jahren 1814 und 1815 war er im Bezirk von Westminster (Vermont) Richter am dortigen Nachlassgericht.
Politisch war White Mitglied der von Thomas Jefferson gegründeten Demokratisch-Republikanischen Partei. Im Jahr 1814 war er Mitglied einer Versammlung zur Überarbeitung der Staatsverfassung von Vermont und von 1815 bis 1820 war er Abgeordneter im Repräsentantenhaus von Vermont. 1820 wurde er im zweiten Distrikt von Vermont in das US-Repräsentantenhaus in Washington, D.C. gewählt. Dort trat er am 4. März 1821 die Nachfolge von Mark Richards an. Im Kongress absolvierte er bis zum 3. März 1823 eine Legislaturperiode.
Im Jahr 1836 war White erneut Mitglied einer Versammlung zur neuerlichen Überarbeitung der Staatsverfassung. Von 1836 bis 1837 gehörte er dem Senat von Vermont an. Er war außerdem noch Kurator des Middlebury College. Phineas White starb im Juli 1847 in Putney. 